# Love Gun Tour
Love Gun Tour è un tour del gruppo hard rock Kiss, intrapreso per promuovere l'omonimo album, pubblicato il 30 giugno 1977. Ha avuto luogo in Canada e negli Stati Uniti tra l'8 luglio e il 5 settembre 1977. Alcune brani proposti nella scaletta sono stati registrati durante le esibizioni per produrre l'album Alive II.

## Storia
Questo fu il primo tour in cui Ace Frehley cantò come voce solista, in Shock Me. I tre spettacoli di Los Angeles furono registrati per l'album Alive II. Questo è l'unico tour che include la canzone Hooligan nella scaletta. Inoltre è il primo a comprendere Calling Dr. Love. I Cheap Trick e gli Styx furono gli artisti d'apertura durante il tour.

Criss si ferì quando il furgone, che trasportava l'attrezzatura, si ribaltò con lui e gli altri membri sopra, mentre la band si stava esercitando in un hangar dell'aeroporto e si preparava a recarsi in Canada per il primo spettacolo.

 Nel programma del tour finale della band, Stanley ha riflettuto su questo:
(Paul Stanley, 2019)

## Recensioni
John Kafentzis, un reporter di The Spokesman-Review, che assistette allo spettacolo di Seattle, affermò che la coreografia era precisa e le acrobazie erano ben pianificate, non lasciando tempo per esercitarsi con la musica. Tuttavia, criticò il fatto che ogni canzone suonasse come l'ultima e scrisse, in merito a ciò: "Suona come il rombo del sabato sera di dozzine di marmitte su Riverside". Continuò, affermando che la band messe in scena uno spettacolo e concluse che il pubblico ben educato "Ottenne uno spettacolo degno del valore di $7".

## Artisti d'apertura
- Cheap Trick = 1
- Styx = 2

## Date
| Data             | Città           | Stato       | Luogo                              | Artisti d'apertura | Biglietti venduti / Biglietti disponibili |
| ---------------- | --------------- | ----------- | ---------------------------------- | ------------------ | ----------------------------------------- |
| 8 luglio 1977    | Halifax         | Canada      | Halifax Forum                      | 1                  | 6 000 / 6 200                             |
| 9 luglio 1977    | Moncton         | Canada      | Moncton Coliseum                   | 1                  | N.D.                                      |
| 12 luglio 1977   | Montréal        | Canada      | Forum de Montréal                  | 1                  | ~12 000 / 18 000                          |
| 14 luglio 1977   | Ottawa          | Canada      | Ottawa Civic Centre                | 1                  | N.D.                                      |
| 16 luglio 1977   | Kitchener       | Canada      | Kitchener Memorial Auditorium      | 1                  | ~5 800 / 7 800                            |
| 18 luglio 1977   | London          | Canada      | Treasure Island Gardens            | 1                  | ~4 400 / 5 800                            |
| 19 luglio 1977   | Greater Sudbury | Canada      | Sudbury Community Arena            | 1                  | N.D.                                      |
| 21 luglio 1977   | Winnipeg        | Canada      | Winnipeg Arena                     | 1                  | ~8 000 / 9 000                            |
| 24 luglio 1977   | Vancouver       | Canada      | Pacific Coliseum                   | 1                  | ~10 000 / 15 571                          |
| 27 luglio 1977   | Edmonton        | Canada      | Northlands Coliseum                | 1                  | 11 494 / 17 000                           |
| 28 luglio 1977   | Lethbridge      | Canada      | Sportsplex                         | 1                  | ~7 000 / 8 000                            |
| 31 luglio 1977   | Calgary         | Canada      | Stampede Corral                    | 1                  | ~7 000 / 7 265                            |
| 2 agosto 1977    | Regina          | Canada      | Agridome                           | 1                  | ~6 800 / 6 800                            |
| 4 agosto 1977    | Salt Lake City  | Stati Uniti | Salt Palace                        | 1                  | N.D.                                      |
| 7 agosto 1977    | Billings        | Stati Uniti | Yellowstone Metra                  | 1                  | 9 971 / 11 500                            |
| 8 agosto 1977    | Rapid City      | Stati Uniti | Rushmore Plaza Civic Center        | 1                  | N.D.                                      |
| 11 agosto 1977   | Spokane         | Stati Uniti | Spokane Coliseum                   | 1                  | 8 500 / 8 500                             |
| 12 agosto 1977   | Seattle         | Stati Uniti | Seattle Center Coliseum            | 1                  | ~14 000 / 14 405                          |
| 13 agosto 1977   | Portland        | Stati Uniti | Portland Memorial Coliseum         | 1                  | ~12 000 / 13 200                          |
| 16 agosto 1977   | Daly City       | Stati Uniti | Cow Palace                         | 1                  | 14 500 / 14 500                           |
| 17 agosto 1977   | Fresno          | Stati Uniti | Selland Arena                      | 1                  | 7 333 / 7 333                             |
| 19 agosto 1977   | San Diego       | Stati Uniti | San Diego Sports Arena             | 1                  | 11 925 / 14 500                           |
| 21 agosto 1977   | Tucson          | Stati Uniti | Tucson Community Center            | 1                  | 6 561 / 9 400                             |
| 22 agosto 1977   | Phoenix         | Stati Uniti | Arizona Veterans Memorial Coliseum | 1                  | ~13 000 / 13 000                          |
| 26 agosto 1977   | Inglewood       | Stati Uniti | The Forum                          | 1                  | 17 763 / 17 763                           |
| 27 agosto 1977   | Inglewood       | Stati Uniti | The Forum                          | 1                  | N.D.                                      |
| 28 agosto 1977   | Inglewood       | Stati Uniti | The Forum                          | 1                  | N.D.                                      |
| 1 settembre 1977 | Houston         | Stati Uniti | The Summit                         | 2                  | 29 900 / 29 900                           |
| 2 settembre 1977 | Houston         | Stati Uniti | The Summit                         | 2                  | 29 900 / 29 900                           |
| 4 settembre 1977 | Fort Worth      | Stati Uniti | Tarrant County Convention Center   | 2                  | ~10 690 / 10 690                          |
| 5 settembre 1977 | Fort Worth      | Stati Uniti | Tarrant County Convention Center   | 2                  | N.D.                                      |

## Scaletta
1. I Stole Your Love
2. Take Me
3. Ladies Room
4. Firehouse (Gene Simmons sputa fuoco)
5. Love Gun
6. Hooligan
7. Makin' Love
8. Christine Sixteen
9. Shock Me (con assolo di chitarra di Ace Frehley)
10. I Want You
11. Calling Dr. Love
12. Shout It Out Loud
13. God Of Thunder (con assolo di basso e sputo di sangue, assolo di batteria di Peter Criss)
14. Rock And Roll All Nite (Paul Stanley distrugge la sua chitarra alla fine della canzone)

Bis
1. Detroit Rock City
2. Beth
3. Black Diamond

## Formazione
- Gene Simmons - basso, voce
- Paul Stanley - chitarra ritmica, voce
- Ace Frehley - chitarra solista, voce
- Peter Criss - batteria, voce